# Адунацій-Теюлуй
Адунацій-Теюлуй (рум. Adunații Teiului) — село у повіті Мехедінць в Румунії. Входить до складу комуни Тимна.
Село розташоване на відстані 241 км на захід від Бухареста, 33 км на схід від Дробета-Турну-Северина, 64 км на захід від Крайови.

## Населення
За даними перепису населення 2002 року у селі проживали 150 осіб, усі — румуни. Усі жителі села рідною мовою назвали румунську.